# Biały i młody
Biały i młody – singel polskich raperów Bedoesa i Kubiego Producenta, promujący album Aby śmierć miała znaczenie, wydany 18 grudnia 2016 przez SB Maffija Label.
16 grudnia 2016 został opublikowany teledysk wyreżyserowany przez Mikołaja Wiśniewskiego.
Nagranie uzyskało certyfikat dwukrotnie platynowej płyty.

## Lista utworów
- Digital download[4]

1. „Biały i młody” – 3:52